# پرچم قدیم
پرچم قدیم یک روستا در ایران است که در دهستان گیلوان واقع شده‌است. پرچم قدیم ۱۵۲ نفر جمعیت دارد.